# Abia Warriors FC
El Abia Warriors FC es un club de fútbol de Nigeria que juega en la Liga de Fútbol Profesional de Nigeria.

## Historia
El club fue fundado en el año 2003 como Orji Uzor Kalu FC en honor al gobernador de Abia, Orji Uzor Kalu, quien ayudó al club con el patrocinio estatal al ascender al nivel profesional. Hasta el 2010 cambiaron el nombre por el actual
Ganaron el ascenso a la Liga de Fútbol Profesional de Nigeria por primera vez en agosto de 2013 después de ganar su división en el último día.